# Acacia richii
Acacia richii é uma espécie de leguminosa do gênero Acacia, pertencente à família Fabaceae.